# ليك بارك (فلوريدا)
ليك بارك (بالإنجليزية: Lake Park)‏ هي مدينة أمريكية تقع في ولاية فلوريدا. تبلغ مساحة هذه المدينة 6.1 (كم²)،ويبلغ عدد سكانها 8721 نسمة حسب إحصاء سنة 2010 م 8721.تشير إحصاءات سنة 2000م بأن الكثافة السكانية في هذه المدينة تقدر بـ(1551.7) نسمة/كم2 

## التركيبة السكانية
حدّد مكتب تعداد الولايات المتحدة بيانات التركيبة السكانية لليك بارك في تعداد الولايات المتحدة. في ما يلي، التركيبة السكانية حسب تعدادي 2000 و2010.

### تعداد عام 2000
بلغ عدد سكان ليك بارك 8,721 نسمة بحسب تعداد عام 2000، وبلغ عدد الأسر 3,346 أسرة وعدد العائلات 2,023 عائلة مقيمة في البلدة. في حين سجلت الكثافة السكانية 1,382.1 نسمة لكل كيلومتر مربع (3,579.6/ميل2). وبلغ عدد الوحدات السكنية 3,650 وحدة بمتوسط كثافة قدره 578.4 لكل كيلومتر مربع (1,498.0/ميل2).
وتوزع التركيب العرقي للبلدة بنسبة 41.26% من البيض و48.80% من الأمريكيين الأفارقة و0.34% من الأمريكيين الأصليين و2.89% من الأمريكيين ذوي الأصول الآسيوية و1.27% من الأعراق الأخرى و5.44% من عرقين مختلطين أو أكثر و5.80% من الهسبانيون أو اللاتينيون من أي عرق.
بلغ عدد الأسر 3,346 أسرة كانت نسبة 34.5% منها لديها أطفال تحت سن الثامنة عشر تعيش معهم، وبلغت نسبة الأزواج القاطنين مع بعضهم البعض 37.1% من أصل المجموع الكلي للأسر، ونسبة 16.7% من الأسر كان لديها معيلات من الإناث دون وجود شريك، بينما كانت نسبة 6.6% من الأسر لديها معيلون من الذكور دون وجود شريكة وكانت نسبة 39.5% من غير العائلات. تألفت نسبة 29.3% من أصل جميع الأسر من عدة أفراد يعيشون في نفس المنزل ونسبة 9% كانت تتألف من شخص يعيش بمفرده يبلغ من العمر 65 عاماً أو أكثر. وبلغ متوسط حجم الأسرة المعيشية 2.58، أما متوسط حجم العائلات فبلغ 3.28.
بلغ العمر الوسطي للسكان 34.2 عاماً. وكانت نسبة 26.6% من القاطنين تحت سن الثامنة عشر، وكانت نسبة 9.4% بين الثامنة عشر والرابعة والعشرين عاماً، ونسبة 32.7% كانت واقعةً في الفئة العمرية ما بين الخامسة والعشرين والرابعة والأربعين عاماً، ونسبة 18.4% كانت ما بين الخامسة والأربعين والرابعة والستين، ونسبة 11.9% كانت ضمن فئة الخامسة والستين عاماً فما فوق. يوجد لكل 100 أنثى 97.0 ذكر، ويوجد لكل 100 أنثى في الثامنة عشر من عمرها فما فوق 96.1 ذكر.
بلغ متوسط دخل الأسرة في البلدة 32,379 دولارًا، أما متوسط دخل العائلة فبلغ 33,661 دولارًا. وكان متوسط دخل الذكور 26,138 دولارًا مقابل 22,516 دولارًا للإناث. وسجل دخل الفرد الخاص بالبلدة 15,694 دولارًا. وكانت نسبة 14.2% من العائلات ونسبة 18.3% من السكان تحت خط الفقر، وكان من هؤلاء نسبة 29.3% تحت سن الثامنة عشر ونسبة 15% في الخامسة والستين من العمر وما فوق.

### تعداد عام 2010
بلغ عدد سكان ليك بارك 8,155 نسمة بحسب تعداد عام 2010، وبلغ عدد الأسر 3,144 أسرة وعدد العائلات 1,890 عائلة مقيمة في البلدة. في حين سجلت الكثافة السكانية 1,292.4 نسمة لكل كيلومتر مربع (3,347.3/ميل2). وبلغ عدد الوحدات السكنية 3,742 وحدة بمتوسط كثافة قدره 593 لكل كيلومتر مربع (1,535.9/ميل2).
وتوزع التركيب العرقي للبلدة بنسبة 37.45% من البيض و55% من الأمريكيين الأفارقة و0.18% من الأمريكيين الأصليين و2.43% من الأمريكيين ذوي الأصول الآسيوية و0.07% من سكان جزر المحيط الهادئ و2.05% من الأعراق الأخرى و2.82% من عرقين مختلطين أو أكثر و8.01% من الهسبانيون أو اللاتينيون من أي عرق.
بلغ عدد الأسر 3,144 أسرة كانت نسبة 32.2% منها لديها أطفال تحت سن الثامنة عشر تعيش معهم، وبلغت نسبة الأزواج القاطنين مع بعضهم البعض 32.7% من أصل المجموع الكلي للأسر، ونسبة 20.1% من الأسر كان لديها معيلات من الإناث دون وجود شريك، بينما كانت نسبة 7.3% من الأسر لديها معيلون من الذكور دون وجود شريكة وكانت نسبة 39.9% من غير العائلات. تألفت نسبة 30.9% من أصل جميع الأسر من عدة أفراد يعيشون في نفس المنزل ونسبة 9% كانت تتألف من شخص يعيش بمفرده يبلغ من العمر 65 عاماً أو أكثر. وبلغ متوسط حجم الأسرة المعيشية 2.57، أما متوسط حجم العائلات فبلغ 3.28.
بلغ العمر الوسطي للسكان 36.0 عاماً. وكانت نسبة 24.3% من القاطنين تحت سن الثامنة عشر، وكانت نسبة 11.3% بين الثامنة عشر والرابعة والعشرين عاماً، ونسبة 26% كانت واقعةً في الفئة العمرية ما بين الخامسة والعشرين والرابعة والأربعين عاماً، ونسبة 27% كانت ما بين الخامسة والأربعين والرابعة والستين، ونسبة 11.4% كانت ضمن فئة الخامسة والستين عاماً فما فوق. وتوزع التركيب الجنسي للسكان بنسبة 48.3% ذكور و51.7% إناث.